# Юлиус III фон Хардег
Юлиус III фон Хардег-Глац (на немски: Julius III, Graf von Hardegg-Glatz; * 21 март 1594; † 27 април 1684) е граф на Хардег-Глац и в Махланде, Долна Австрия.

## Биография
Роден е на 21 март 1594 година. Той е син на граф Георг Фридрих фон Хардег-Глац (1568 – 1628) и съпругата му Сидония фон Херберщайн (* 1574), дъщеря на фрайхер Георг Руперт фон Херберщайн-Зирндорф († 1612) и Мария Магдалена фон Ламберг. Внук е на граф Хайнрих II фон Хардег († 1577) и графиня Анна Мария фон Турн-Валсасина († 1597). Правнук е на граф Юлиус I фон Хардег († 1557/1559) и графиня Гертруда фон Еберщайн (1512 – 1551).
Брат е на граф Максимилиан Филип фон Хардег († 1663), женен 1643 г. за Ева Мария фон Цинтцендорф († 1652), и на Мария Магдалена фон Хардег († 1651), омъжена на 27 февруари 1619 г. за Франц Бернхард фон Турн (1595 – 1628), а сестра му Сидония Елизабет фон Хардег се омъжва за неговия приятел Хайнрих фон Ст. Жулиен и след това за фрайхер Ото Хайнрих фон Цинтцендорф.
Юлиус III постъпва рано на служба при императора. През 1629 г. той става таен съветник на ерцхерцог Фердинанд. Същата година той съставя регимент от пехотинци и през 1631 г. е обрист-щалмайстер на Албрехт Валенщайн, херцогът на Фридланд. Големият пълководец Валенщайн става кръстник на негов син.
Една година преди да умре Юлиус III посреща в своя „дворец Юлиусбург“ полския крал Ян Собиески, който отива за битката за освобождението на Виена от турците. На 4 септември 1683 г. там се състои военен съвет между полският крал, херцог Карл от Лотарингия и немски князе за битката.
Юлиус III фон Хардег-Глац умира на 27 април 1684 г. на 90-годишна възраст. След смъртта на неговия син наследник Йохан Фридрих II фон Хардег, 1703, фамилията Хардег се дели на линиите Щетелдорф ам Ваграм и Зефелд.

## Фамилия
Първи брак: на 9 септември 1621 г. се жени за втората му братовчедка графиня Йохана Сузана фон Хардег-Глац-Махланде († сл. 10 декември 1635 или 1639), внучка на граф Зигизмунд II фон Хардег (1539 - 1599) и Магдалена фон Вид († 1606), и дъщеря на граф Йохан Вилхелм фон Хардег-Глац-Махланде († 1635) и Естер-Елизабет фон Херберщайн († 1612), дъщеря на генерал-фелдмаршал фрайхер Леополд фон Херберщайн († 1606) и Юлия ди Мадруцо († сл. 1568). Те имат децата:
- Мария Магдалена фон Хардег-Глац (1626 – 1658), омъжена за фрайхер Еренрайх Фердинанд фон Нойдег
- Йохан Зигемунд фон Хардег (1627 – ?)
- Йохан Алберт фон Хардег (1631 – ?)
- Йохан Вилхелм фон Хардег (1632 – ?)
- Максимилиана фон Хардег (1633 – 1679)
- Естер фон Хардег-Глац (* 6 декември 1634, Щетелдорф; † 21 септември 1676, Хоф), омъжена на 9 февруари 1662 г. във Виена за граф Хайнрих I Ройс фон Шлайц (1639 – 1692)[3]
- Йохан Фридрих II фон Хардег-Глац (1636/1638 - 1703), женен на 10 февруари 1675 г. във Виена за графиня Кресценция фон Брандис (* 31 август 1652; † 7 януари 1731)

Втори брак: за Мария Барбара Тойфел, фрайин фон Гундерсдорф († сл. 7 юни 1662). Те нямат деца.